# Tettigometra beckeri
Tettigometra beckeri är en insektsart som beskrevs av Géza Horváth 1909. Tettigometra beckeri ingår i släktet Tettigometra och familjen Tettigometridae.
Artens utbredningsområde är Spanien. Inga underarter finns listade i Catalogue of Life.